# St. Joseph (Karaganda)

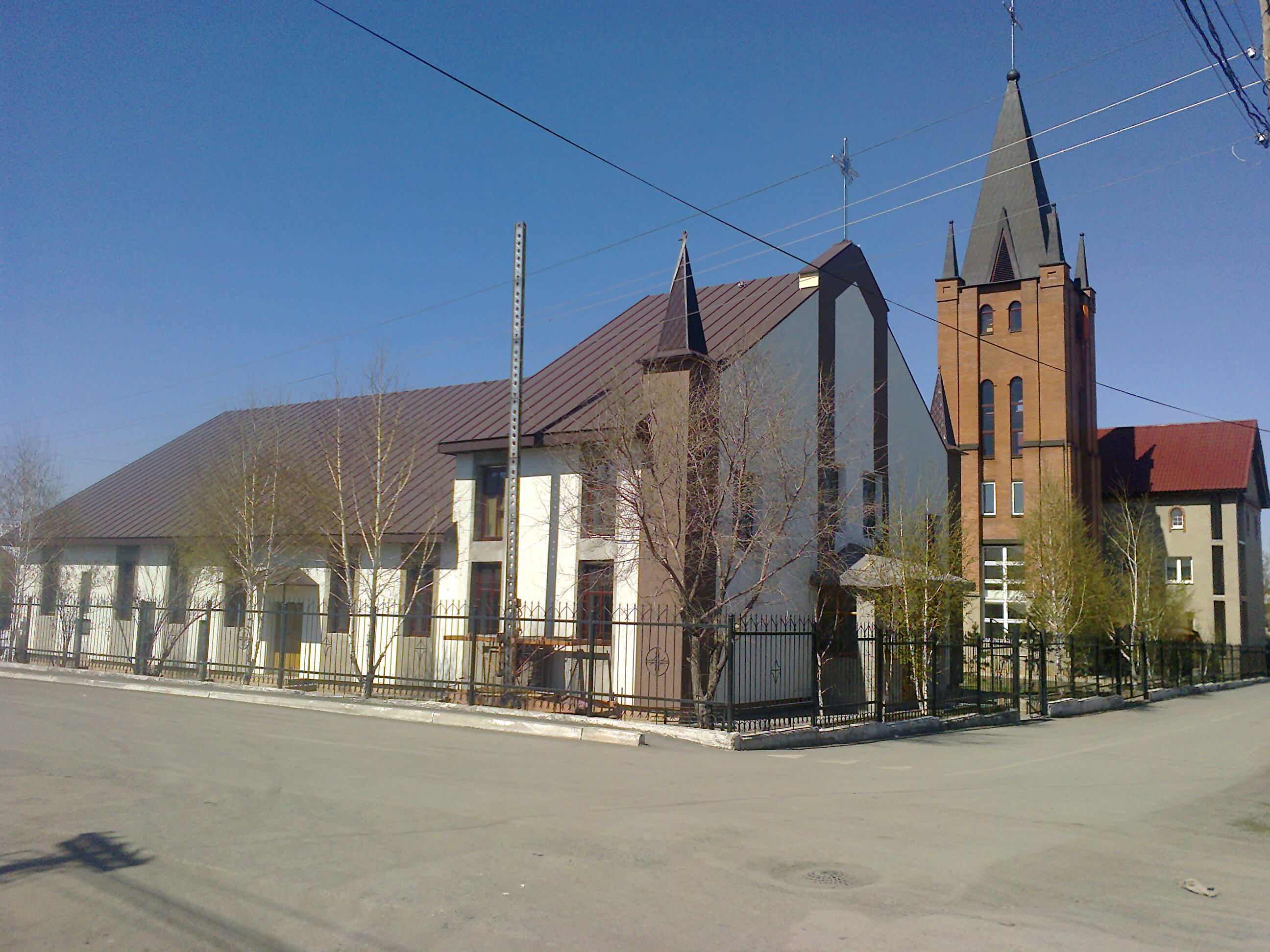
St. Joseph

Die Basilika St. Joseph ist eine römisch-katholische Kirche in Karaganda, Kasachstan. Die frühere Kathedrale des Bistums Karaganda erhielt als erste Kirche Zentralasiens den Titel einer Basilica minor verliehen. Die unscheinbare Kirche aus den 1970er Jahren der Sowjetzeit liegt am Stadtrand.

## Geschichte
Mit der Deportation in die großen sowjetischen Zwangsarbeitslager kamen ab 1934 eine große Zahl von Wolgadeutschen, Schwarzmeerdeutschen und Krimdeutschen unter anderem nach Karlag zur Arbeit in den Kohlelagerstätten des Karabass. Ab 1941 waren unter den Deportierten auch Katholiken mit polnischer, ukrainischer, deutscher, litauischer und weißrussischer Nationalität. Die ab 1953 aus den Lagern befreiten Priester konnten lange nur im Untergrund wirken. Mit der etwas nachlassenden Unterdrückung des Christentums in den 1970er Jahren erhielten sie 1977 die Genehmigung zum Bau der Kirche St. Joseph, die 1978 fertiggestellt wurde. Die Kirchweihe erfolgte als erste in der Kasachischen SSR am 29. Juni 1980 durch Bischof Khira, Kardinal Jean-Marie Villot schickte im Namen von Papst Johannes Paul II. ein Glückwunschtelegramm. Die Kirche unterscheidet sich nicht von den umliegenden Häusern zu dieser Zeit. Sie ist 26 Meter lang, 18 Meter breit und 4 Meter hoch, sie bietet Platz für tausend Gläubige.
Nach Auflösung der Sowjetunion wurde die Apostolische Administratur in Karaganda am 13. April 1991 errichtet, 1999 wurde St. Joseph zur Kathedrale des neu gegründeten Bistums Karaganda erhoben, bis 2012 die neue Kathedrale Mutter aller Nationen die Funktion übernahm. 2016 wurde in der Kirche Władysław Bukowiński (1904–1974) seliggesprochen, von dem auch Reliquien in der Kirche aufbewahrt werden. Am 19. Juni 2020 erhob Papst Franziskus die Kirche 2020 zur Basilica minor. Die feierliche Erhebung erfolgte am 6. September des Jahres.